# Ярмуцька культура

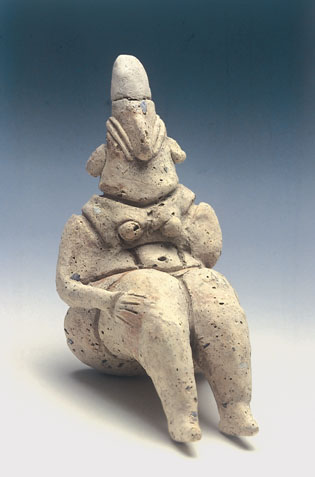
Ярмуцька «Велика Богиня» або «богиня-мати»

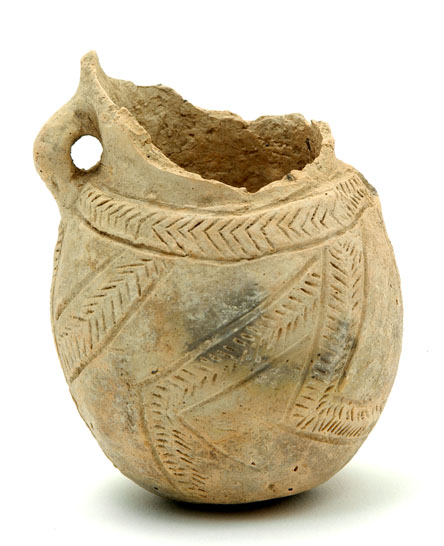
Посудина ярмуцької кераміки з Шаар ха-Голан.

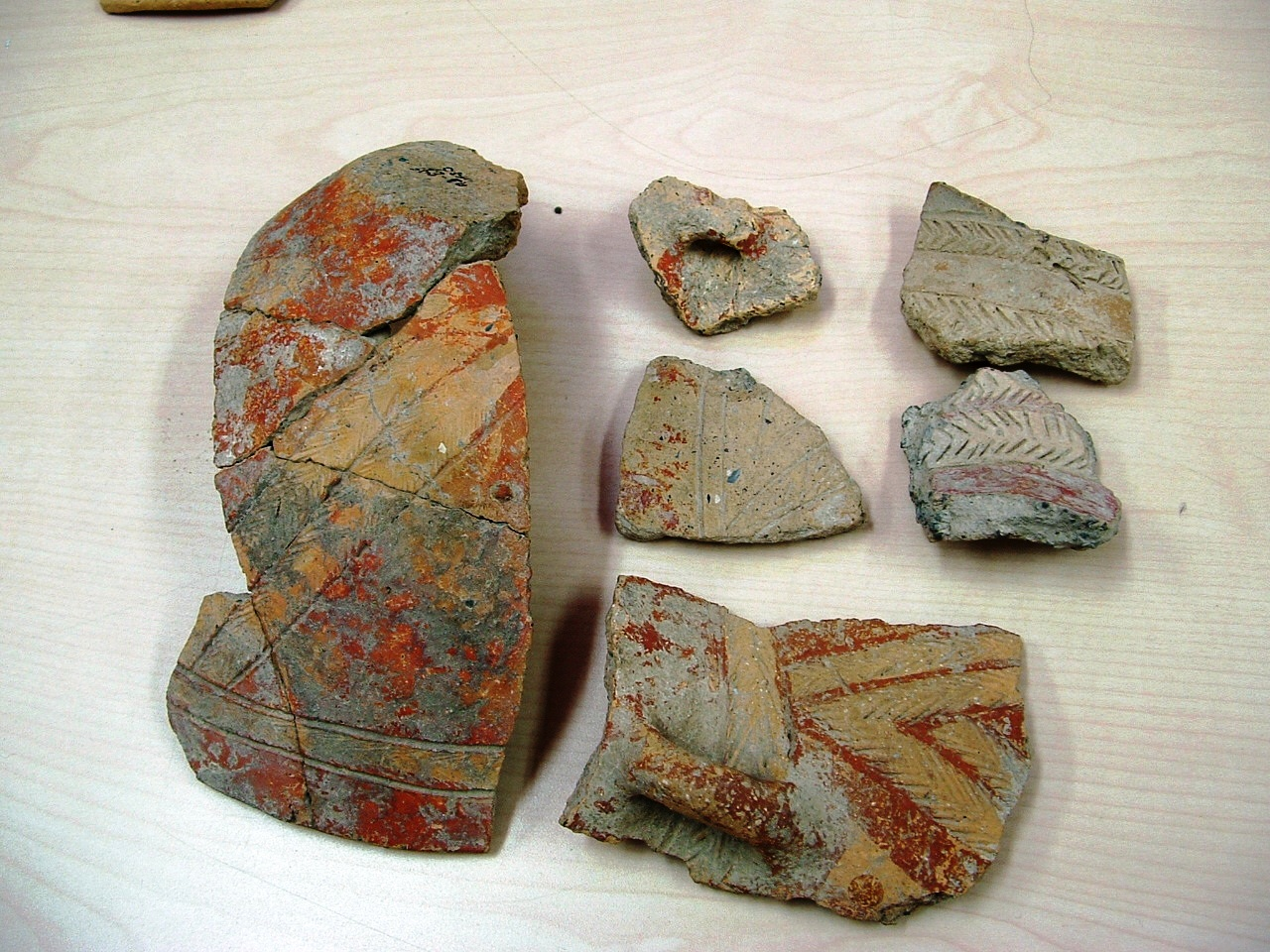
Ярмуцька кераміка з орнаментом «риб'яча кістка».

Ярмуцька культура — неолітична археологічна культура, що існувала на території доісторичного Леванту. Це була перша культура на теренах Палестини, представники якої виготовляли кераміку (пор. докерамічний неоліт), і одна з перших керамічних культур на території Леванту. Прийшла на зміну тахунійської та була витіснена Гасульскою культурою. Деякі дослідники зближують дану культуру з яфетичним ареалом та вказують на спорідненість з давньокавказькою Куро-Аракською культурою.
Назва походить від річки Ярмук, що протікає поблизу однієї з пам'яток Шаар ха-Голан, кібуца біля підніжжя Голанських висот.

## Шаар ха-Голан
Перше ярмуцьке поселення було розкопане в Мегіддо у 1930-і роки, але тоді дослідники не зрозуміли, що мова йде про досі невідому неолітичну культуру. 1949 року професор Моше Стекеліс вперше ідентифікував в Шаар ха-Голан ярмуцьку культуру періоду керамічного неоліту, що охоплювала частину Ізраїлю та Йорданії. Одна з пам'яток цієї культури, що датується близько 6400-6000 роками до н. е. за каліброваною хронологією, знаходиться в центральній частині долини річки Йордан, на північному березі річки Ярмук. Розміри городища становили близько 20 гектарів, що робило його одним з найбільших поселень у світі свого часу. Хоча після цього були виявлені й інші пам'ятки ярмуцької культури, Шаар ха-Голан був найбільшим з них, і був, ймовірно, центром цієї культури.
Городище розкопували дві групи археологів з Єврейського університету в Єрусалимі: одна під керівництвом Моше Стекеліса (1949–1952), а другу очолював Йосеф Гарфінкель (1989–1990, 2006–2004). Хоча під час ранніх розкопок архітектурних об'єктів не було знайдено, під час інших розкопок виявили великий будинок з двором площею приблизно 250–700 м² (в залежності від критеріїв оцінки площі). Архітектурна концепція «будинку з двором» до теперішнього часу застосовується в традиційних середземноморських культурах. Такі масштабні монументальні споруди цього періоду невідомі в інших місцях. Садиба складалася з головного будинку та центрального двору, оточеного кількома маленькими приміщеннями.

## Планування
Між будинками пролягали вулиці, що говорить про розвинене общинне планування. У ході розкопок виявлена центральна вулиця шириною близько 3 метрів, вимощена рінню, закріпленою глиною, і вузька звивиста алея шириною 1 метр. Це найдавніша вулиця, виявлена в Ізраїлі, і одна з найдавніших вулиць в історії. Колодязь глибиною 4,15 м, прокопаний до місцевих ґрунтових вод, свідчить про знання основ гідравліки.

## Знахідки
Серед екзотичних об'єктів, виявлених під час розкопок — морські мушлі з Середземного моря, посудини з полірованого каменя (алебастр або мармур) і леза з анатолійського обсидіану (імпортованого з земель, що знаходилися на відстані більше 700 км).

## Кераміка
Головною технологічною інновацією неоліту в Шаар ха-Голані було виробництво кераміки. Тут вона з'являється вперше в історії Ізраїлю і дає початок епосі керамічного неоліту. Керамічні посудини мають різноманітну форму та розміри і використовувалися для різних цілей в домашньому господарстві.

## Мистецтво
У Шаар ха-Голану знайдено близько 300 предметів мистецтва. В одному з будинків виявлено близько 70 статуеток, (здебільшого) антропоморфних, з каменю (гальки) або обпаленої глини — в жодному іншому будинку епохи неоліту не було знайдено стільки доісторичних статуеток. Переважна більшість статуеток зображують жінок (в концепції Гімбутас — «Велика Богиня» або «богиня-мати»). Керамічні статуетки мають гіпертрофовані деталі і загалом доволі екстравагантний зовнішній вигляд, тоді як фігурки з гальки більш абстрактні та мінімалістичні.

## Споріднені археологічні пам'ятники
Крім Шаар ха-Голана, вироби ярмуцького типу виявлено в 20 інших місцях в Ізраїлі, Йорданії та Лівані. Серед них:
- Телль-Мегіддо (Ізраїль)
- Ейн-Газаль (Йорданія)
- Мунхата (Ізраїль)
- Телль-Кіш'йон (Ізраїль)
- Хамад (Ізраїль)
- Айн-Рахуб (Йорданія)
- Абу-Тавваб (Йорданія)
- Фаюмська культура

Хоча ярмуцькая культура займала лише невеликі території на півночі Ізраїлю та півночі Йорданії, ярмуцька кераміка була виявлена і в інших місцях в регіоні, зокрема при розкопках вулиці Хабаша в Тель-Авіві та північніше в ліванському Біблі.

## Галерея зображень

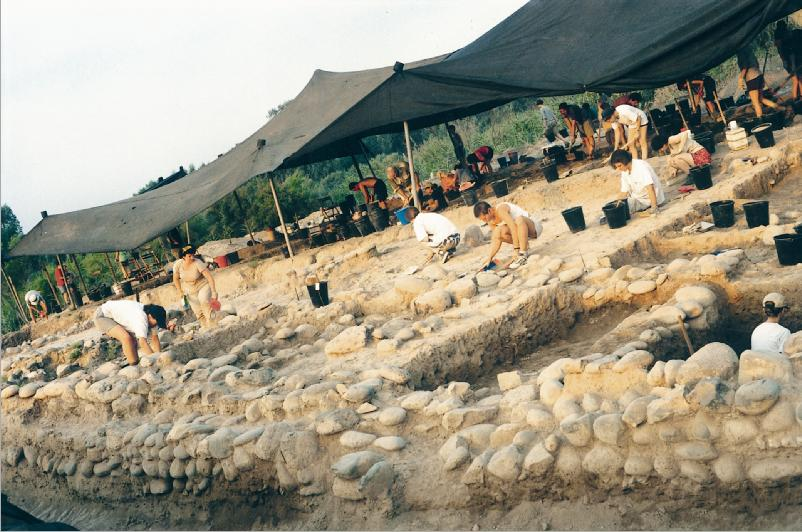
Шаар ха-Голан, розкопки 1998 року.
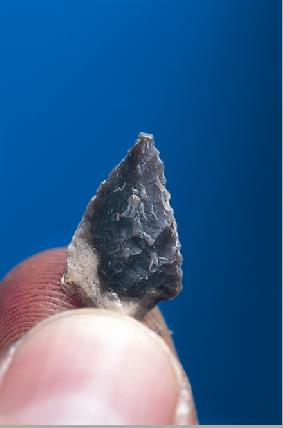
Шаар ха-Голан, кремінний наконечник стріли
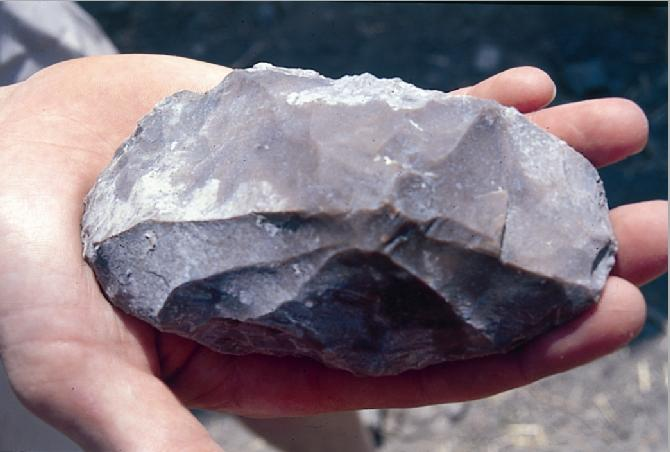
Шаар ха-Голан, кремінний сокиру
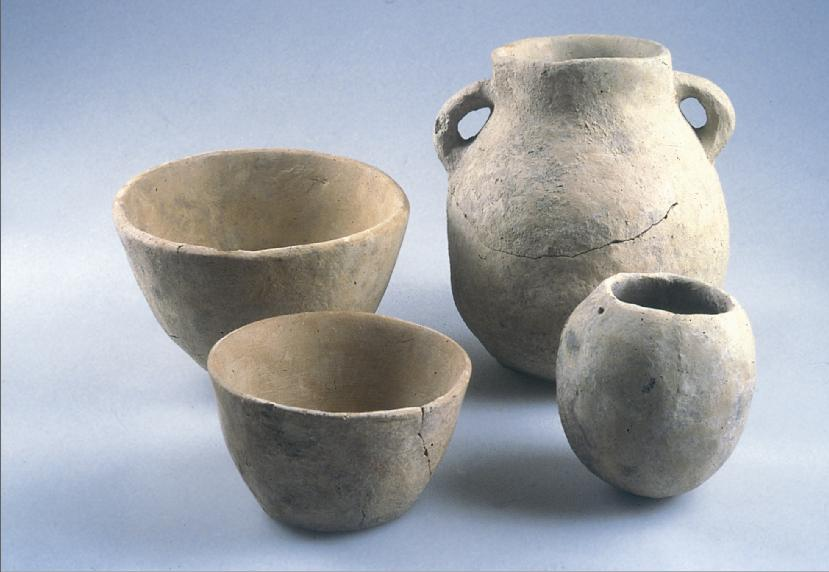
Шаар ха-Голан, кераміка
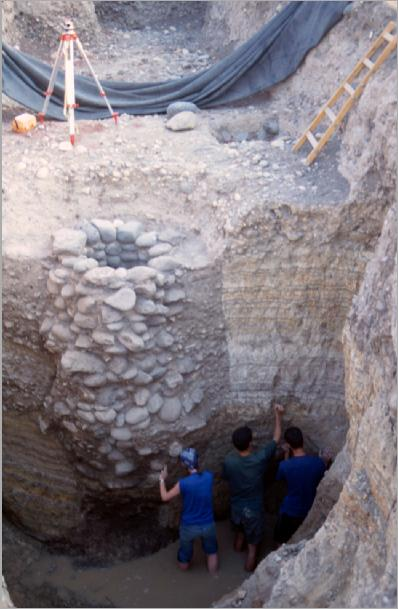
Шаар ха-Голан, колодязь
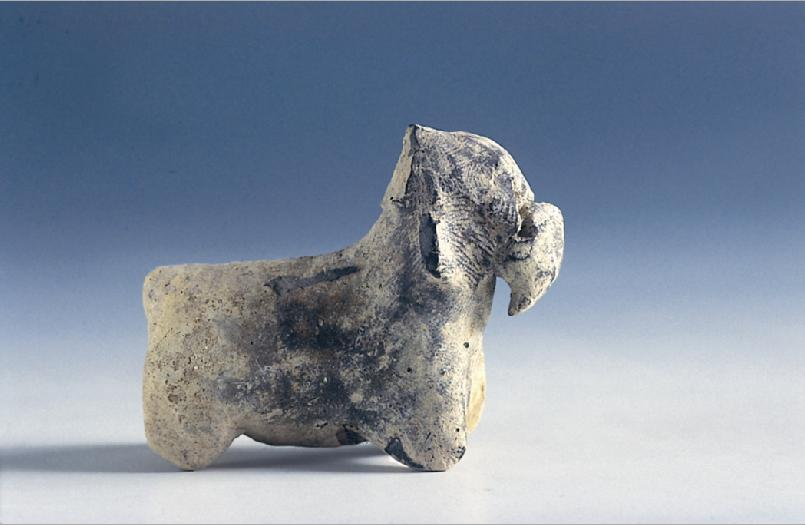
Шаар ха-Голан, зооморфна статуетка
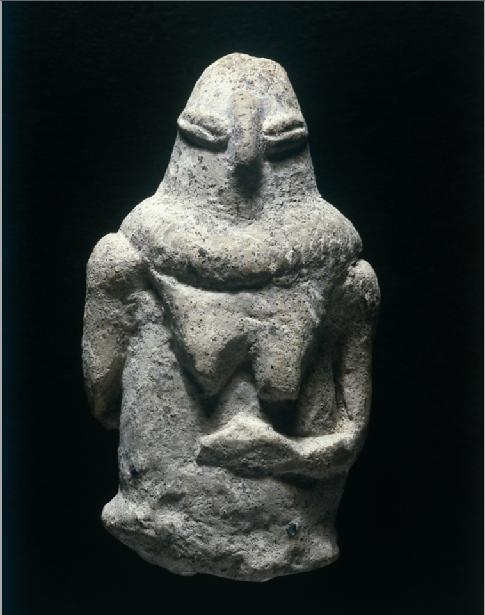
Шаар ха-Голан, керамічна статуетка
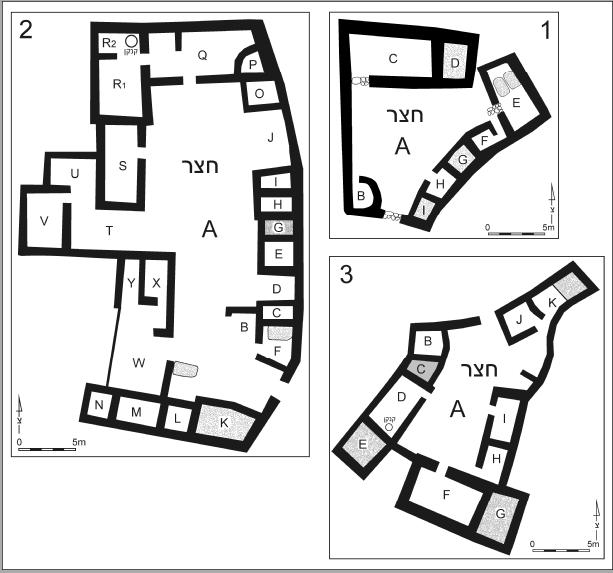
Шаар ха-Голан, приміщення будинку з двором